# Stepped Up and Scratched
Stepped Up and Scratched é um álbum de remixes da banda inglesa de rock Asking Alexandria. Após vários adiamentos, foi lançado em 21 de novembro de 2011 pela Sumerian Records. O álbum inclui remixes feitos por artistas como Borgore, Sol Invicto, Celldweller, Big Chocolate, KC Blitz e outros.
O remix de Borgore para "The Final Episode (Let's Change the Channel)" foi lançado como single digital em 19 de abril de 2011, como um single promocional no iTunes quando o álbum estava programado para ser lançado em julho de 2011. Desde então, o álbum foi adiado novamente e, em algum momento, acreditava-se que havia sido cancelado. Em outubro de 2011, foi anunciado que o disco finalmente seria lançado em 21 de novembro de daquele ano, com a Sumerian Records revelando a lista de faixas e a arte da capa. O remix de Tomba para "Another Bottle Down" foi lançado para audição gratuita no canal do YouTube da Sumerian Records, embora não tenha sido oficialmente lançado como single.
O remix de Celldweller para "A Lesson Never Learned" foi anunciado como o primeiro single oficial de Stepped Up and Scratched, com lançamento marcado para 1º de novembro de 2011. O remix de Document One para "Reckless & Relentless" foi lançado em primeira mão no site da Hot Topic em 10 de novembro de 2011.

## Lista de faixas
| N.º            | Título                                                                                    | Duração |  |
| 1.             | "A Single Moment of Sincerity" (KC Blitz Remix)                                           | 4:33    |  |
| 2.             | "Another Bottle Down" (Tomba Remix)                                                       | 4:09    |  |
| 3.             | "Reckless & Relentless" (Document One Remix)                                              | 5:18    |  |
| 4.             | "I Was Once, Possibly, Maybe, Perhaps a Cowboy King" (Robotsonics Remix)                  | 5:31    |  |
| 5.             | "To the Stage" (Bare Remix)                                                               | 3:29    |  |
| 6.             | "A Lesson Never Learned" (Celldweller Remix)                                              | 3:45    |  |
| 7.             | "The Final Episode (Let's Change the Channel)" (Borgore Remix)                            | 4:12    |  |
| 8.             | "A Candlelit Dinner with Inamorta" (Run DMT Remix)                                        | 4:14    |  |
| 9.             | "If You Can't Ride Two Horses at Once... You Should Get Out of the Circus" (Noah D Remix) | 3:53    |  |
| 10.            | "I Used to Have a Best Friend (But Then He Gave Me an STD)" (Big Chocolate Remix)         | 4:45    |  |
| 11.            | "Dear Insanity" (Revaleso Remix)                                                          | 4:38    |  |
| 12.            | "Not the American Average" (J. Rabbit Remix)                                              | 4:55    |  |
| 13.            | "Morte et Dabo" (Sol Invicto Remix)                                                       | 5:25    |  |
| 14.            | "Closure" (Mecha Remix)                                                                   | 4:10    |  |
| 15.            | "A Prophecy" (Big Chocolate Remix)                                                        | 4:27    |  |
| 16.            | "A Lesson Never Learned" (Sol Invicto Remix)                                              | 4:41    |  |
| Duração total: | Duração total:                                                                            | 72:07   |  |

## Créditos
Créditos adaptados do AllMusic.
| Asking Alexandria - Danny Worsnop – vocais principais, teclados, programação - Ben Bruce – guitarra principal, vocais de apoio, teclados, programação - Cameron Liddell – guitarra rítmica - Sam Bettley – baixo - James Cassells – bateria Músicos adicionais - Celldweller – produtor adicional, remixagem - Tomba – produtor adicional, remixagem - Document One – produtor adicional, remixagem - Joe Buras e Lee McKinney de Born of Osiris – remixagem - KC Blitz – remixagem - Borgore – remixagem - Sol Invicto – remixagem - Eric "Bobo" Correa – remixagem - A.J. Cookson – remixagem - Robotsonics – remixagem | - Bare – remixagem - Run DMT – remixagem - Noah D – remixagem - Big Chocolate – remixagem - Revaleso – remixagem - J. Rabbit – remixagem - Mecha – remixagem Créditos adicionais - Joey Sturgis – produção, egenharia, mixagem, masterização - Amanda Fiore – produtora executiva, A&R, agente de reservas - Will Putney – masterização - Ash Avildsen – agente de reservas - Nick Walters – A&R - Phill Mamula – capa do álbum - George Vallee – publicidade |

## Paradas
| Parada (2011)                            | Peak position |
| ---------------------------------------- | ------------- |
| Estados Unidos (Dance/Electronic Albums) | 5             |

| Parada (2012)                              | Position |
| ------------------------------------------ | -------- |
| US Top Dance/Electronic Albums (Billboard) | 23       |